# Kanton Sainte-Rose-2
Der Kanton Sainte-Rose-2 ist ein Kanton im französischen Département Guadeloupe. Er umfasste bis 2015 einen Teil der Gemeinde Sainte-Rose und die Gemeinde Deshaies. Vertreter im Generalrat des Départements war 2001–2007 Jeanny Marc, 2007–2015 Max Mathiasin.
Im Zuge der Neuordnung der französischen Kantone 2015 wurde die Gemeinde Deshaies dem Kanton Sainte-Rose-1 zugewiesen, so dass der Kanton Sainte-Rose-2 nur noch aus einem Teilgebiet der gleichnamigen Gemeinde besteht.
Von 2015 bis 2021 vertreten Claudine Bajazet und Clodomir Bajazet den Kanton im Départementrat.

## Gemeinden
- Sainte-Rose (Teilgebiet)

## Nachweise
1. ↑  Dekret vom  24. Februar 2014